# José Alves Correia da Silva
José Alves Correia da Silva GCB (São Pedro Fins, Maia, 15 de janeiro de 1872 – Leiria, 4 de dezembro de 1957) foi um Bispo católico português, tendo sido Bispo de Leiria de 1920 até a sua morte em 1957.

## Biografia
Foi ordenado Presbítero em 5 de agosto de 1894, sendo incardinado na Diocese do Porto, de que era originário.

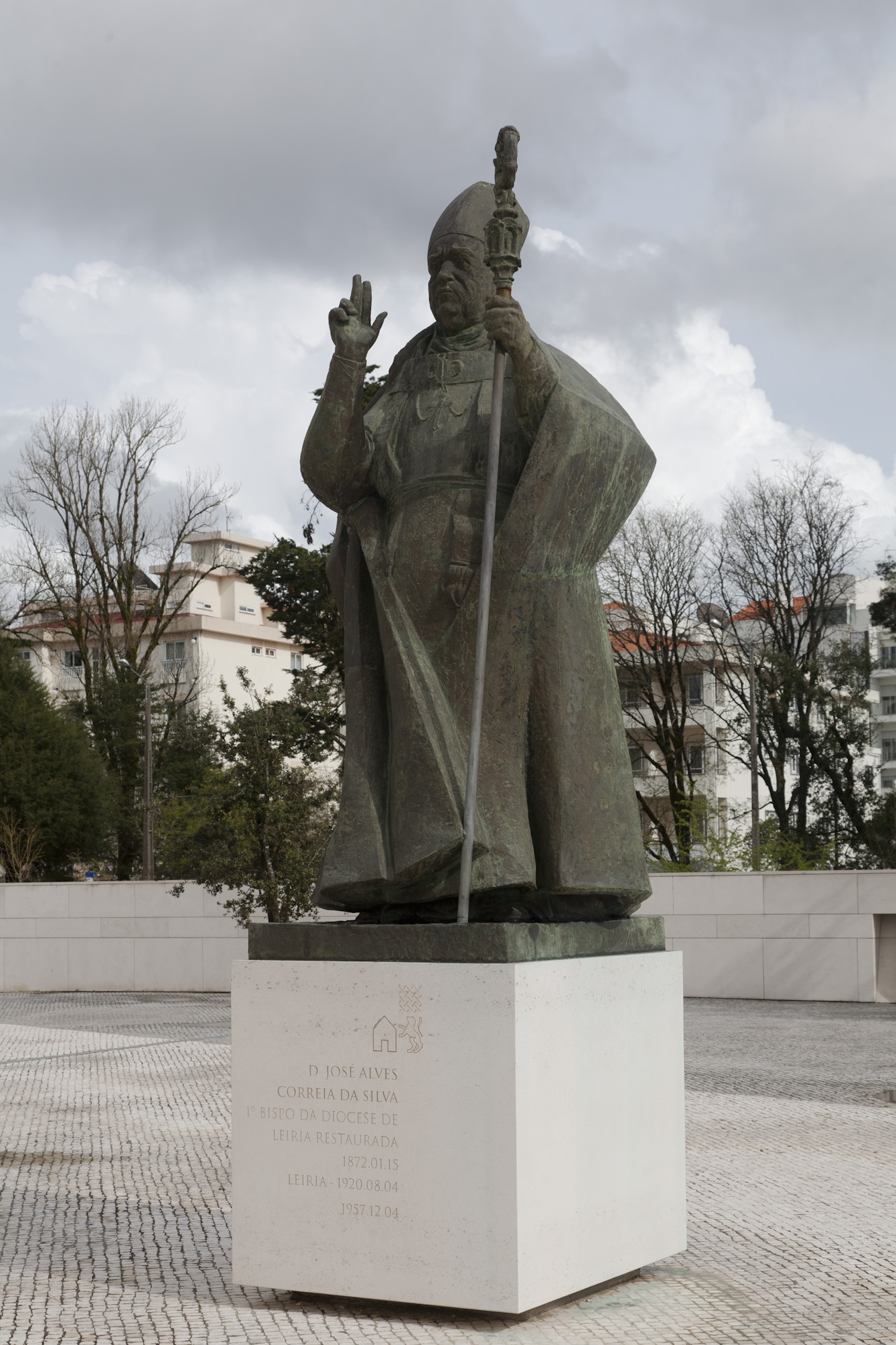
Estátua em Fátima.

Nomeado Bispo da recém-restaurada Diocese de Leiria em 15 de maio de 1920, recebeu a ordenação episcopal em 25 de julho de 1920 por intermédio de D. António Barbosa Leão, Bispo do Porto, coadjuvado por D. Manuel Luís Coelho da Silva, Bispo de Coimbra e por D. António Antunes, então bispo auxiliar de Coimbra (futuro bispo coadjutor e, posteriormente, Bispo de Coimbra).  
Fez a entrada solene na Diocese como 23.º Bispo de Leiria em 5 de agosto de 1920.
A 24 de julho de 1945 foi agraciado com a Grã-Cruz da Ordem de Benemerência pelo Presidente da República Portuguesa Óscar Carmona.
D. José Alves Correia da Silva faleceu em Leiria, Leiria, a 4 de dezembro de 1957, com 85 anos de idade e contando 37 anos como Bispo e 63 anos como sacerdote.
Foi atribuído o seu nome a uma das principais avenidas da cidade de Fátima, e também foi-lhe erigida uma estátua junto da Basílica da Santíssima Trindade em memória da sua relação com as aparições marianas decorridas na Cova da Iria.